# Ena Pá 2000
Ena Pá 2000 ist eine portugiesische Comedy-Rock-Band aus Lissabon.
Sie sind für ihre humoristischen, satirisch-derben Texte bekannt, in denen sie mit gesellschaftlichen Traditionen und Tabus spielen. Auch in ihren musikalischen Kompositionen nehmen sie meist parodistisch Bezug zur internationalen Pop/Rock-Musik und zu spezifisch portugiesischen Musiktraditionen gleichermaßen.
Der Name deutet bereits die humoristisch-satirische Ausrichtung der Band an: Ena Pá ist ein umgangssprachlicher Ausruf, der in etwa mit "Du lieber Himmel!" oder auch Au Mann! übersetzt werden kann. Die Zahl 2000 anzuhängen strebte ursprünglich einen ähnlichen, zukunftsgläubig-parodistischen Effekt an, wie ihn beispielsweise auch Christoph Schlingensief mit seinen Projekten Chance 2000 oder Terror 2000 bezweckte.

## Geschichte
Die Band gründete sich 1984 in Lissabon um den Künstler Manuel João Vieira. Der insbesondere als Maler aktive Vieira kam aus dem Umfeld der 1983 gegründeten Lissaboner Homeostética-Kunstbewegung und sorgt immer wieder für Aufsehen, etwa als Präsidentschaftskandidat oder als zeitweiliger Besitzer des traditionsreichen Nachtklubs Cabaret Maxime.
Ihren Bekanntheitsgrad verdankt die Gruppe Ena Pá 2000 daher zu einem beträchtlichen Teil ihrem charismatischen Sänger. Auch der humoristische und überschwängliche Charakter der insbesondere in den 1990er Jahren sehr zahlreichen Konzerte der Gruppe trugen zur Bekanntheit der Band bei, insbesondere durch erfolgreiche Konzerte auf vielen Queima das Fitas, den traditionellen Abschlussfeiern mit Volksfestcharakter in den portugiesischen Universitätsstädten.
In ihren satirischen Texten und ihren provokanten Musikvideos nehmen Ena Pá 2000 humoristisch Bezug auf pornografische Themen, gesellschaftliche Konventionen, portugiesische Traditionen und nationale und internationale politische Missstände.
Zu ihrem 20. Geburtstag gab die Band am 30. November 2004 ein Konzert im Lissaboner Klub Paradise Garage unter dem Titel 20 Anos A Pedalar Na Bosta (port. für: „20 Jahre Strampeln im Kot“). Es wurde von Regisseur Bruno de Almeida gefilmt und 2005 mit einer Reihe Bonusmaterial als DVD veröffentlicht.
Auf ihrem letzten Studioalbum (Stand Juli 2016) O Álbum Bronco aus dem Jahr 2011 hatten sie wie gewöhnlich eine Reihe alter Weggefährten als Gastmusiker, erstmals aber auch dem breiten Publikum bekannte Musiker, so als Gastsänger Rui Reininho der Gruppe GNR und Tim, Sänger der Xutos & Pontapés.
Im Umfeld der Musiker von Ena Pá 2000 existieren eine Reihe Nebenprojekte. Bekannt sind insbesondere die Gruppe Irmãos Catita, die portugiesisch-internationale Easy-Listening-Unterhaltungsmusik der 1940er bis 1960er Jahre parodiert und bereits drei Alben veröffentlichte. Auch die Corações de Atum und das Fado-Projekt Fados do Lello Perdido erreichten einige Bekanntheit, sämtlich mit Manuel João Vieira als Frontsänger.

## Diskografie
- 1987: Telephone Call (CBS Portugal, 7"-Single)
- 1991: Projecto Ena Pá 2000 Project! (El Tatu, LP und CD)
- 1992: Enapália 2000 (Discossete, CD, 2012 von Espacial wiederveröffentlicht)
- 1994: És Muito Linda (Discossete, CD und Cassette, 2012 von Espacial wiederveröffentlicht)
- 1996: Doces Penetrações (Discossete, CD-Single)
- 1997: Opus Gay (Discossete, CD, 2012 von Espacial wiederveröffentlicht)
- 1999: 2001 Odisseia No Chaço (CD7, CD, 2012 von Espacial wiederveröffentlicht)
- 2004: A Luta Continua! (Zona Música, CD, 2012 von Espacial wiederveröffentlicht)
- 2005: 20 Anos A Pedalar Na Bosta (NorteSul/Valentim de Carvalho, Doppel-DVD)
- 2011: O Álbum Bronco (Espacial, CD)
- 2011: Bandas Míticas Volume 19 (Lavoir, Best-of-Compilation-CD)